# 5389 Чоїкайяу
5389 Чоїкайяу (5389 Choikaiyau) — астероїд головного поясу, відкритий 29 жовтня 1981 року.
Тіссеранів параметр щодо Юпітера — 3,510.